# Resolución 480 del Consejo de Seguridad de las Naciones Unidas
La resolución 480 del Consejo de Seguridad de las Naciones Unidas, aprobada por unanimidad el 12 de noviembre de 1980, después de tomar nota con pesar del fallecimiento del juez de la Corte Internacional de Justicia (CIJ) Richard R. Baxter y Salah El Dine Tarazi, decidió que las elecciones para llenar las vacantes tomarían lugar el 15 de enero de 1981 en el Consejo de Seguridad y en la Asamblea General.